# Batu Mano
Batu Mano (auch Batu Manu und Batumanu) ist ein osttimoresischer Suco im Verwaltungsamt Atsabe (Gemeinde Ermera).

## Geographie

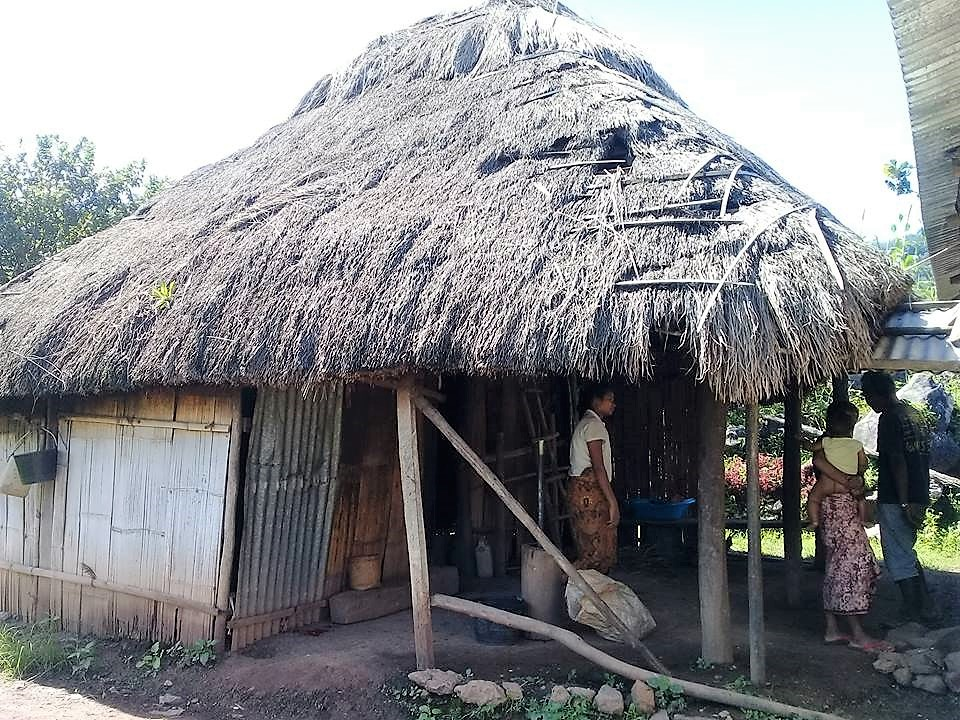
Hütte in Batu Mano

Vor der Gebietsreform 2015 hatte Batu Mano eine Fläche von 8,30 km². Nun sind es 7,32 km². Der Suco liegt im Westen des Verwaltungsamts Atsabe. Nördlich liegt der Suco Tiarlelo, westlich der Suco Laubono, südlich der Suco Lacao und östlich der Suco Atara. Die Nordgrenze bildet der Fluss Baluani, der zum System des Lóis gehört.
Den Osten von Batu Mano durchquert die Überlandstraße, die vom Ort Atsabe nach Bobonaro im Süden führt. An ihr liegen die Orte Batumano und  Batu Ero (Batueru). Im Zentrum des Sucos befinden sich die Dörfer Mutubau, Batu'u (Batuu, Batu) und Biabote. Im Suco gibt es zwei Grundschulen. Das Zentrum des Sucos ist nur schlecht von der Außenwelt zu erreichen, weswegen für die Parlamentswahlen in Osttimor 2007 die Wahlurnen mit Trägern und Pferden zum Wahllokal in der Grundschule gebracht und wieder abgeholt wurden.
Im Suco befinden sich die vier Aldeias Batu Ero, Batu'u, Batumano und Mutubau.

## Einwohner

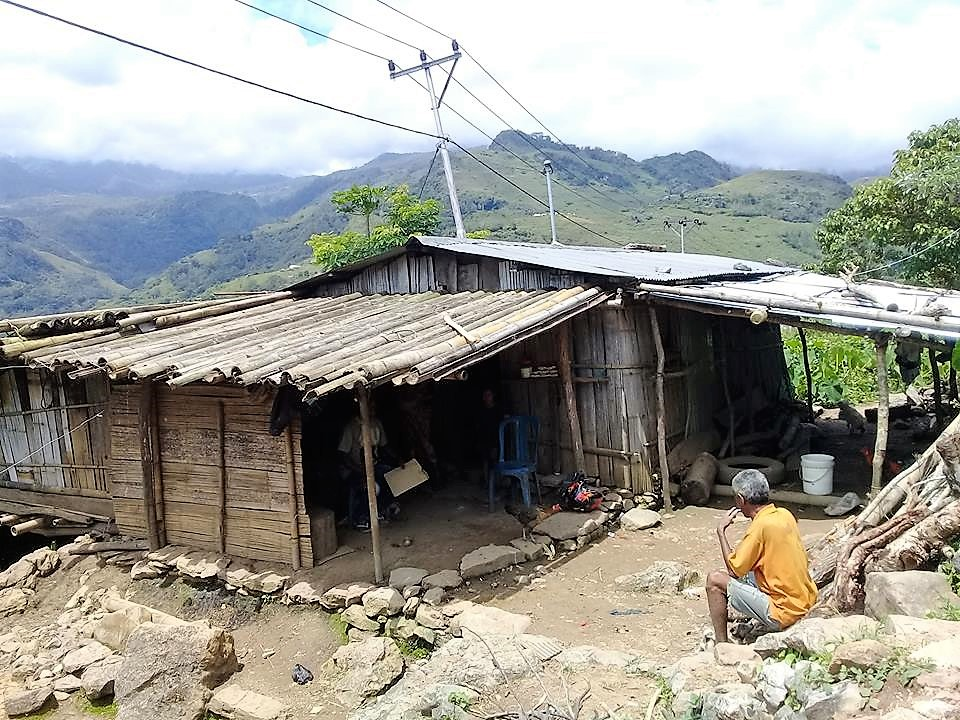
Hütte in Batu Mano

Im Suco leben 1.150 Einwohner (2022), davon sind 565 Männer und 585 Frauen. Im Suco gibt es 259 Haushalte. Fast 92 % der Einwohner geben Kemak als ihre Muttersprache an. Über 7 % sprechen Tetum Prasa, eine kleine Minderheit Habun.

## Politik
Bei den Wahlen von 2004/2005 wurde Mateus Soares Mota zum Chefe de Suco gewählt. Bei den Wahlen 2009 gewann Hilario Exposto da Silva und 2016 Fernando Soares.

## Sehenswürdigkeiten

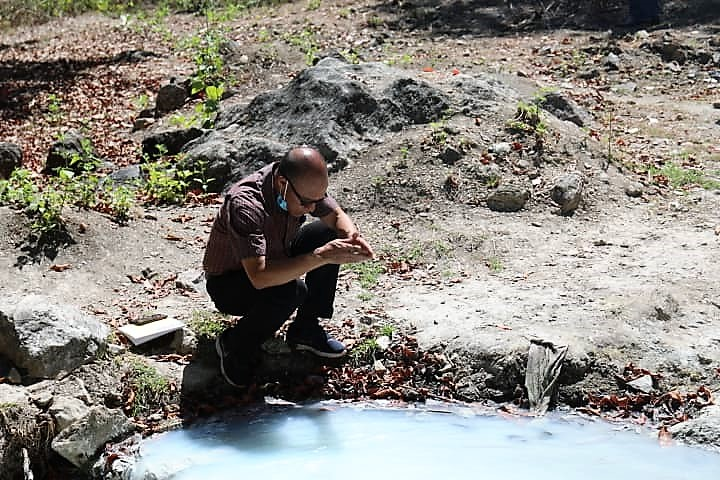
Das Wasser aus dieser Quelle ist milchigweiß

Im Suco fließt der Be Mutin, ein Bach mit von Mineralien milchigweißem Wasser, das über Heilkräfte für Magen und Haut verfügen soll. Während der portugiesischen Kolonialzeit wurden ein Badehaus und ein Becken errichtet, um das Wasser touristisch nutzen zu können. Heute gibt es davon nur noch Ruinen.